# Hyperchromasie
Hyperchromasie (Zusammensetzung aus griech. hyper ‚über‘ und chroma ‚Farbe‘) ist ein Begriff aus der Zellbiologie und Histologie und bezeichnet eine verstärkte Anfärbbarkeit von Zellstrukturen, insbesondere des Zellkerns (Kernhyperchromasie), durch Farbstoffe.
Sie ist unter anderem ein Merkmal vieler Tumorzellen (Atypie) bei der zytodiagnostischen Beurteilung, wird aber auch in anderen Zusammenhängen (z. B. entzündlichen Erkrankungen) beobachtet.